# Charter Communications
Charter Communications (NASDAQ: CHTR) é uma empresa estadunidense de telecomunicações que fornece serviços de televisão a cabo, internet de alta velocidade e telefonia a mais de 5 milhões de clientes em 29 estados. É uma das maiores operadoras de serviços a cabo nos Estados Unidos, atrás da Comcast e da AT&T. Em 2016, adquiriu a concorrente Time Warner Cable. Consta em 74° lugar na Fortune 500, a lista das maiores empresas dos EUA, com faturamento anual de US$43 bilhões.